# Tampa Stadium
Tampa Stadium (más conocido como Houlihan's Stadium desde 1996 hasta 1998) fue un estadio de Fútbol americano ubicado en Tampa, Florida, Estados Unidos. El estadio fue propiedad del Tampa Bay Buccaneers de la NFL de la franquicia, que jugó todos los partidos de local desde 1976 hasta 1997. Fue demolido en 1998 tras la construcción del estadio Raymond James Stadium.
| Predecesor: Rose Bowl Super Bowl XVII | Estadio del Super Bowl Super Bowl XVIII | Sucesor: Stanford Stadium Super Bowl XIX |
| Predecesor: Superdome Super Bowl XXIV | Estadio del Super Bowl Super Bowl XXV   | Sucesor: Metrodome Super Bowl XXVI       |

- Datos: Q2095984
- Multimedia: Tampa Stadium / Q2095984